# Florencia de la V

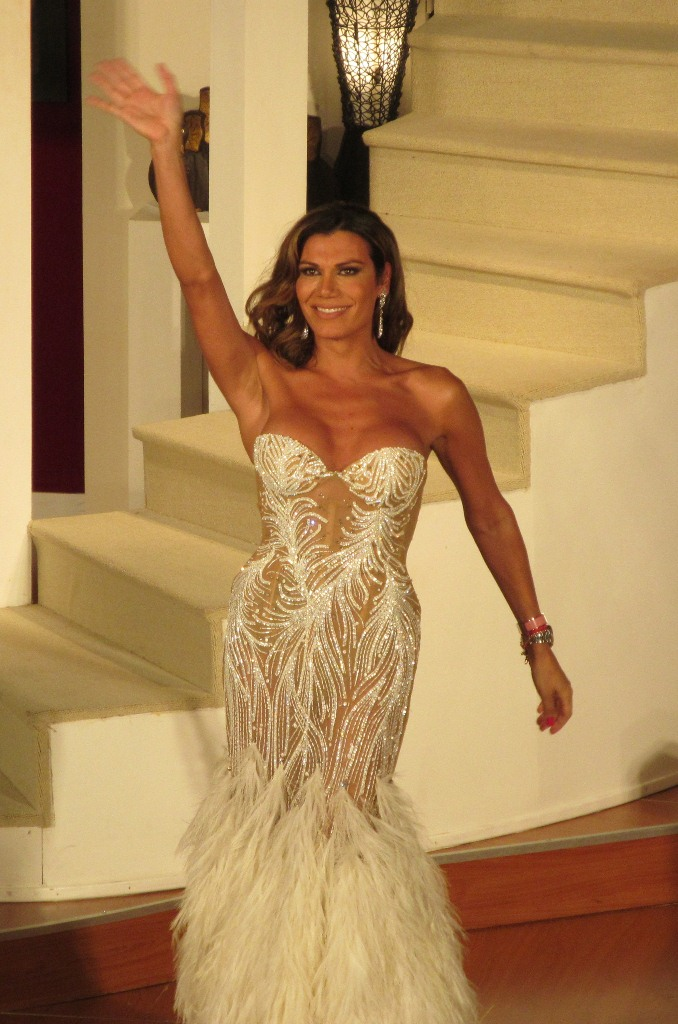
Florencia de la V

Florencia Trinidad (* 2. März 1976 in Monte Grande), bekannt unter dem Künstlernamen Florencia de la V als Abkürzung für Florencia de la Vega, ist eine transgeschlechtliche argentinische Schauspielerin, Humoristin und Travestie-Künstlerin. Sie ist nahezu ausschließlich unter ihrem Künstlernamen bekannt und benutzt diesen nach eigenen Angaben auch im privaten Bereich.

## Leben
Trinidad, mit Geburtsnamen Roberto Carlos Trinidad, wuchs in ärmlichen Verhältnissen auf und entdeckte in ihrer Jugend das Verlangen, sich als Frau zu kleiden. Nach einem Modedesign-Studium begann sie, in einem Club von Buenos Aires zunächst unter dem Künstlernamen Karen, dann als Florencia de la Vega als Transvestit aufzutreten, wo er die Aufmerksamkeit des argentinischen Showbusiness erregte. So kam sie zu einer steilen Fernseh-Karriere, die ihr mehrere Rollen in Serien, Telenovelas und Filmen einbrachten. Sie benutzt heute die abgekürzte Fassung des Künstlernamens Florencia de la V wegen eines Rechtsstreits mit einer Frau mit demselben Namen, in dem ihr untersagt wurde, die volle Version zu verwenden.
2004 gelang ihr mit einer Hauptrolle in der sehr erfolgreichen Familienserie Los Roldán, in der sie einen Schwulen spielt, der ein Doppelleben als Transvestit führt, auch der internationale Durchbruch. Die Serie wurde u. a. in Mexiko, Kolumbien und den USA gezeigt. Als Nachwirkung widmete ihr die Zeitung Chicago Tribune eine ausgedehnte Reportage, die vor allem der Frage nachging, wie ein Transvestit (aus damaliger Sicht) in der machistisch-konservativen Gesellschaft Argentiniens eine derartige Berühmtheit erlangen konnte. 2006 und 2007 nahm sie sowohl als Wettbewerbsteilnehmerin als auch als Jurymitglied in der Spielshow Showmatch teil. Neben ihrer Arbeit im Fernsehen tritt sie auch im Theater, besonders in Komödien, in Erscheinung. De la V wurde im Jahr 2007 laut einer Umfrage des Fernsehsenders E! Entertainment auf Platz 7 der sexysten Frauen Argentiniens gewählt.
2010 gelang es Trinidad, offiziell eine Identität als Frau anzunehmen, ohne sich dafür operativ einer Geschlechtsumwandlung unterziehen zu müssen. Ihr bürgerlicher Name lautet nun Florencia Trinidad, sie ist jedoch weiterhin in der Öffentlichkeit unter ihrem Künstlernamen aktiv.

## Filmografie
- La Herencia del Tío Pepe (1998)
- Cohen vs. Rosi (1998)
- Nada x perder (2001)